# Угрюмов, Григорий Фёдорович
Григо́рий Фёдорович Угрю́мов (1929—2002) — передовик советской лесозаготовительной промышленности, бригадир лесозаготовительной бригады Тёгринского леспромхоза Министерства лесной, целлюлозно-бумажной и деревообрабатывающей промышленности СССР в Вельском районе Архангельской области, Герой Социалистического Труда (1984).

## Биография
Родился 17 сентября 1929 года в деревне Сухоломовская Ульяновского сельсовета Вельского района Няндомского округа Северного края (ныне Ракуло-Кокшеньгского сельского поселения Вельского района Архангельской области). Родители, Фёдор Севастьянович (1903—1978) и Агния Матвеевна (в девичестве Никитченская, 1907—1987), работали в колхозе. Всего в их семье было пятеро детей, жили они бедно и трудно. В 1936 году семья перебралась в посёлок на 54-м километре железной дороги в Вельском районе, где Григорий начал учиться в школе. С началом Великой Отечественной войны продолжать учёбу возможности не было. Отец работал на лесозаготовках, дети ему помогали.
В 1943 году началась самостоятельная трудовая деятельность Григория, когда он 14-летним подростком пришёл на лесозаготовки в лесопункт Козье Шоношского леспромхоза, входившего в трест «Коношатранслес» Наркомата путей сообщения СССР. Там он валил и раскряжёвывал лес лучковой пилой. Вскоре он, несмотря на юный возраст, достиг высоких производственных показателей по вывозке леса. Так, за один из зимних сезонов он вывез на лошади 890 м³ древесины и выполнил тем самым 230 трудонорм, за что в 1944 году был отмечен Почётной грамотой Архангельского обкома ВЛКСМ. В 1948 году Г. Ф. Угрюмов удостоен первой государственной награды — медали «За доблестный труд в Великой Отечественной войне 1941—1945 гг.». После войны Угрюмовы переехали в посёлок Западный, где также валили лес и отправляли его по железной дороге.
В 1952 году, отслужив в армии, Г. Ф. Угрюмов вернулся домой. Через год женился, вскоре родились трое детей. В те годы освоил электропилы ВАКОПП-1, К-5, К-6, стал электромехаником. Одним из первых в Шоношском леспромхозе стал валить лес бензопилой «Дружба». После окончания курсов трактористов в 1960 году переведён в посёлок Средний (Юра), где возглавил малую комплексную бригаду и вывел её в передовые. Уже на 15 декабря 1964 года коллектив, состоявший из пяти человек, выдал 13 808 кубометров леса при годовом плане 11 224. По итогам работы за отличную эксплуатацию техники Г. Ф. Угрюмов награждён Почётной грамотой Архангельского обкома КПСС и областного исполкома.
В 1971 году Г. Ф. Угрюмова перевели из лесопункта Юра Шоношского леспромхоза в посёлок Тёгро-Озеро, где годом раньше на базе Тёгринского, Пуйского и Липовского лесопунктов открылся Тёгринский леспромхоз объединения «Вельсклес». В новом леспромхозе, куда отбирали лучших заготовителей, он стал энергично внедрять новую агрегатную технику, подбирать лучшие технологические варианты, первым внедрять хозрасчёт — метод бригадного подряда. В том же году он был награждён орденом Трудового Красного Знамени. В 1972 году стал членом КПСС.
В 1973 году в районе стали появляться новые формы организации труда в лесу — заготовка древесины укрупнёнными бригадами. Г. Ф. Угрюмов возглавил одну из первых в леспромхозе подобных бригад, которая стала работать тремя звеньями в две смены на базе двух трелёвочных тракторов с отработкой не менее трёх тракторо-смен в сутки. Бригадир продолжил активно внедрять в повседневную практику новшества в организации труда, осваивать новую технику, в частности, сучкорезные машины 10-72 и ЛП-30Б. В 1974 году за свои трудовые достижения был награждён орденом «Знак Почёта».
С 1975 года бригада Угрюмова, состоявшая из 12 человек, работала уже на базе трёх тракторов ТДТ-55 и двух сучкорезных машин. Валка леса велась днём, трелёвка деревьев двумя тракторами и обрезка сучьев одной из агрегатных машин — в две смены. Таким образом за день отрабатывалось четыре тракторо-смены, тогда как плановое задание давалось на три.
Одной из первых в леспромхозе бригада Угрюмова перешла на освоение лесосеки по методу бригадного подряда, разработанного инженерно-техническими работниками хозяйства. Метод позволял экономить горюче-смазочные материалы, запчасти, и, главное, бережно относиться к разрабатываемой лесосеке: более полно её осваивать, не оставляя за собой пней, недорубов, и своевременно отдавать эти делянки лесникам. За хорошие показатели рабочие получали 50 % от сэкономленных средств, за нарушения — штрафы. Заметно укрепилась трудовая дисциплина, повысилась производительность труда.
В 1979 году лесосечная укрупнённая механизированная бригада Угрюмова заготовила 56,5 тыс. кубометров леса, что оказалось самой высокой выработкой не только в Вельском районе, но и в объединении «Архангельсклеспром». В 1980 году было заготовлено 67,6 тыс. кубометров при плане 54,3 тыс., а за всю X пятилетку (1976—1980) — 280,7 тыс., что на 25 тысяч больше намеченного. В 1980 году бригаду признали лучшей в районе. За успехи, достигнутые в X пятилетке, Г. Ф. Угрюмов награждён в 1981 году орденом Ленина.
Осенью того же года бригада Угрюмова по просьбе руководства «Вельсклеса» перешла на месяц в соседний Левковский леспромхоз, страдавший от хронического невыполнения плановых заданий. Вопреки прогнозам местных скептиков, даже на заболоченных делянках прибывшая бригада превзошла нормы выработки в полтора раза, показав пример того, как можно правильно организовать труд даже в неблагоприятных условиях.
Указом Президиума Верховного Совета СССР от 29 июня 1984 года за выдающиеся успехи, достигнутые в выполнении заданий XI пятилетнего плана и социалистических обязательств по заготовке и вывозке древесины, и проявленный трудовой героизм Г. Ф. Угрюмову было присвоено звание Героя Социалистического Труда с вручением ордена Ленина и золотой медали «Серп и Молот».
Отвечая ударным трудом на высокую награду, бригада во главе с Угрюмовым выполнила в сентябре 1984 года задание XI пятилетки (1981—1985) по заготовке леса в объёме 265 тысяч кубометров и выступила инициатором соревнования по достойной встрече 50-летия стахановского движения, обязавшись заготовить к этой дате 317 тысяч кубометров, что равно шести годовым заданиям.
Более полувека Г. Ф. Угрюмов проработал в лесопромышленных хозяйствах Вельского района, только в 1990-х годах уйдя на заслуженный отдых.
Избирался членом Центрального комитета профсоюза работников лесобумажной промышленности СССР, депутатом сельсовета, секретарём парторганизации Тёгринского лесопункта, членом парткома леспромхоза «Вельсклес», членом Вельского райкома и Архангельского обкома КПСС.
Проживал в посёлке Тёгро-Озеро Вельского района. Умер 24 ноября 2002 года на 74-м году жизни. Похоронен на поселковом кладбище.

## Награды
- золотая медаль «Серп и Молот» (29.06.1984)
- два ордена Ленина (19.03.1981, 29.06.1984)
- орден Трудового Красного Знамени (07.05.1971)
- орден «Знак Почёта» (15.02.1974)
- юбилейная медаль «За доблестный труд. В ознаменование 100-летия со дня рождения В. И. Ленина» (1970)
- медаль «Тридцать лет Победы в Великой Отечечественной войне 1941—1945 гг.» (1976)
- медаль «Сорок лет Победы в Великой Отечечественной войне 1941—1945 гг.» (1985)
- медаль «Пятьдесят лет Победы в Великой Отечечественной войне 1941—1945 гг.» (1995)
- медаль «За доблестный труд в Великой Отечественной войне 1941—1945 гг.» (1948)
- четыре знака «Победитель социалистического соревнования» (1974, 1976, 1978, 1980)
- знак «Ударник XI пятилетки» (1984)

## Семья
- С 1953 года жена — Екатерина Ильинична Кузнецова (род. 1928)
- Сын Владимир Григорьевич Угрюмов (1954—2001)
- Дочь Нина Григорьевна Варлыгина (род. 1956)
- Дочь Ольга Григорьевна Крылова (род. 1961)